# Таихо (ера)
Таихо (大宝) је име јапанске историјске ере која је трајала од марта 701. до маја 704. године. Пре ње била је Шучо ера али након њеног завршетка уследила је петнаестогодишња пауза у именовању ера. Тај период сматра се последњим периодом у јапанској историји која није именована неком ером. Након Таихо ере настаје Кеиун ера. Током овог периода владао је цар Мому. Име „Таихо“ значи „велико благо“ и именована је да обележи нови начин организације и закона.

## Важнији догађаји Таихо ере
- 701. (Таихо 1): Одобрени су планови за слање дипломатске мисије у Кину (тада под династијом Танг).[6]
- 702. (Таихо 2): Извршавају се преостале одлуке донете Таика реформама из 646. године.[7]
- 702. (Таихо 2): Авата но Махито као део дипломатске мисије за Кину започиње своје путовање бродом.[6][8]